# Municipio de Oak Run
El municipio de Oak Run (en inglés: Oak Run Township) es un municipio ubicado en el condado de Madison en el estado estadounidense de Ohio. En el año 2010 tenía una población de 528 habitantes y una densidad poblacional de 7,38 personas por km².

## Geografía
El municipio de Oak Run se encuentra ubicado en las coordenadas 39°48′47″N 83°22′29″O / 39.81306, -83.37472. Según la Oficina del Censo de los Estados Unidos, el municipio tiene una superficie total de 71.54 km², de la cual 71,51 km² corresponden a tierra firme y (0,04 %) 0,03 km² es agua.

## Demografía
Según el censo de 2010, había 528 personas residiendo en el municipio de Oak Run. La densidad de población era de 7,38 hab./km². De los 528 habitantes, el municipio de Oak Run estaba compuesto por el 99,24 % blancos y el 0,76 % eran de una mezcla de razas. Del total de la población el 0 % eran hispanos o latinos de cualquier raza.